# Adatkapcsolati réteg
Az adatkapcsolati réteg (angolul: data link layer) az OSI-modell második rétege, a csatorna adategységei a keretek. A réteg alapvető feladata a hibamentes adatátvitel biztosítása a gépek között, vagyis a hibás, zavart, tetszőlegesen kezdetleges átviteli vonalat hibamentessé transzformálja az összeköttetés idejére. Az adatokat adatkeretekké (angolul: data frame) tördeli, majd sorrendben továbbítja, ezután a fogadó féltől a nyugtázókeretet (angolul: acknowledgement frame) fogadja, amennyiben az adatok hibátlanul megérkeztek. Feladatai közé tartozik a hibajavítást és forgalomszabályozás. Két pont között a kommunikációs áramkörök hibáznak, véges az adatátviteli sebességük és késleltetést is okoznak. Az osztott csatornához való hozzáféréssel a közeghozzáférés-vezérlő alréteg (MAC) foglalkozik, a hibajavításról pedig a logikai kapcsolatvezérlési alréteg (LLC) gondoskodik.

## Leírása
- hálózati rétegnek nyújtott szolgáltatás
- nyugtázatlan összekötés nélküli szolgálat
- nyugtázott összekötés nélküli szolgálat
- nyugtázott összekötés alapú szolgálat
- keretezés (kezdet, vég)
- karakterszámlálás
- kezdő és végkarakterek
- kezdő és végbitek
- fizikai rétegbeli kódolásértés
- hibavédelem (error control)
- pontosan egyszeri megérkezés (időzítők, számlálók kezelése), ismétléssel javítás
- forgalom szabályozás (flow control)
- adó gyors, vevő lassú

## Hibajelzés és javítás
Hibajavító kódolás: n = m + r (adat és ellenőrző bitek) Kódszavak Hamming távolság, d távolság (különbözőségek száma), d egybites hiba kell az egymásba való átmenethez: d hibát jelezni d+1 távolságú kód kell, d hibát javítani 2d+1 kód kell. 1 bites javító minta: (n+1) x 2m = 2n, n = m + r, (m+r+1) <= 2r, m=7, r=? 11<= 24 11. bitet az 1,2,8 bit ellenőriz Ellenőrző bitek: 1, 2, 4, 8 pozícióban, 3=1+2 , 5=1+4 , 11=1+2+8 ellenőrzőbit páros Hibajelző kódok
- Paritás bit, kereszt és hossz paritás bitek
- Polinom-kód (cyclic redundancy code, CRC)

M (X), rn G(X) generátor polinom foka, m+r, T(x)=M(x)+ Or(x) T(x) / G(x) = 0 8 bithez CRC-16 felismer minden egybites és kétbites hibát, minden páratlan számú hibás bitet tartalmazó hibát, valamint minden 16 vagy kevesebb bitnyi csoportos hibát, a 17 bites csoportok 99,997, a 18 vagy több bitesek 99,998 százalékát.

## Elemi adatkapcsolati protokollok
- Szimulátor elemei, deklarációk C nyelven. Frame = bind, request, ack, info.
- Korlátozás nélküli szimplex protokoll
- Szimplex megáll és vár protokoll
- Szimplex protokoll zajos csatornához.

## Csúszóablakos protokoll
- Az adatra ráültetésként (piggybacking) küldjük a nyugtát
- n bites mezőben van egy sorszám (0 * 2n-1 között), küldött keret sorszáma
- Lényege: az adási ablak hossza, amely meghatározza, hogy hány keretet tudunk folyamatosan adni a nyugtázás bevárása nélkül
- 1-4 méretű csúszóablakos protokoll
- n visszalépést alkalmazó protokoll (go back n)
- Szelektív ismétlési (selective repeat) a vevő elfogadja és puffereli a sérült keret után jövő további kereteket, időzítés lejárta után az adó elküldi ezt a keretet.

## Példák adatkapcsolati protokollokra
- HDLC (High-level Data Link Control) magas szintű adatkapcsolati vezérlés IBM SDLC, ANS, ADCCP, CCITT LAP-B, ISO HDLC bitalapú, bitbeszúrással transzparens, duplex, kétirányú adatátvitel, kellően hatékony, klasszikussá vált, stabil adatkapcsolati protokoll. 01111110 keret, cím, vezérlés, adat, ellenőrzőösszeg CRC-CCITT, 01111110
- Internet adatkapcsolati rétege (otthoni PC telefonon keresztül)
- Slip (Serial Line IP) soros vonali IP kapcsolat 1984, RFC 1055, RFC 1144, fő probléma, hogy nem csinál hibajelzést és javítást, csak az IP-t támogatja, előre kell ismerni az IP címeket, nem végez azonosítást, nem Internet szabvány.
- PPP (Point-to-Point Protocol) IETF az RFC 1661, 1662, 1663-ban definiáltatta, keretez, LCP az adatkapcsolati protokoll, NCP a hálózati interfész protokoll. HDLC-szerű csak karakteresen oldja meg az algoritmusokat.
- ATM adatkapcsolati rétege (TC alréteg). Csak a cellafej ellenőrzött (5 bájt = 32 bit vezérlés + 8 bit ellenőrző bit) HEC (Header Error Control) javítja az egybites hibákat több bites hibát csak jelez. Cella-továbbítás aszinkron esetben azonnal, szinkron esetben az időzítésnek megfelelően. Szinkronizálás, n darab egymás utáni jó HEC (Header Error Control), vadászat, előszinkron, szinkron állapot a rosszindulatú "HEC" elkerülésére (adatok közé HEC), az adatbiteket összekeverik. Az adatszóró hálózatok esetén felmerül a kérdés az adatkapcsolati réteget illetően: miképp szabályozni az osztott csatornához való hozzáférést? Ezzel a problémával az adatkapcsolati rétegnek egy speciális alrétege, a közeg-hozzáférési réteg alréteg foglalkozik.

## Közeg-hozzáférési módszerek
További elnevezések: véletlen hozzáférésű csatorna (random access channel, multiaccess channel) többszörös elérési csatorna. A LAN-oknál az adatkapcsolati réteg két alrétegre bomlik, a felső az LLC, (Logical Link Control), amely hasonlít az előző fejezet adatkapcsolati feladatához, az alsó a MAC (Media Access Control), amely a közeg használatának vezérléséért felelős (igaziból a fizikai réteghez tartozik). Néhány többszörös hozzáférésű protokollok ALOHA, 1970, Hawaii, Norman Abramson (pure ALOHA). Poisson eloszlást feltételezve 18% az elérhető legjobb csatornakihasználtság. Réselt ALOHA, 1972, Roberts, 37%, a rés elején van a sok ütközés (slotted ALOHA)

## Vivőjel érzékelés (carrier sense protocols)
- 1-perzisztens CSMA (Carrier Sense Multiple Access) vár amíg szabad a csatorna, azután ad, ha ütközik, véletlen idő után 1 valószínűséggel ad.
- nem-perzisztens CSMA, ha foglalt a csatorna, nem figyel folyamatosan, véletlen ideig vár (nem mohó)
- p-perzisztens CSMA, réselt csatorna esetén, szabad rés esetén p valószínűséggel adni kezd

CSMA ütközésérzékeléssel CSMA/CD (Collision Detection), sérült keretek küldésének megszakításával időt takarít meg, a versenyes periódusban van főként az ütközés. Ütközés érzékelésénél leállás. Ütközésmentes protokoll
- Bit térkép protokoll N darab 1 bites időrés lefoglalásos (reservation) protokollal
- Bináris visszaszámlálás, sorrendben a legnagyobb helyértékű biteket jelentő állomások az adó joggal rendelkezők, a kisebbek kilépnek
- Korlátozott versenyes, a résekért csoportok versenyeznek (csoport változó)
- Adaptív fabejárás, a rések a fa szerkezetével kapcsolatosak
- Hullámhosszosztásos protokoll. A WDMA (Wavelength Division Multiple Access), két csatorna, egy keskeny az állomás felé érkező vezérlőjeleknek, egy széles az adatkeretek továbbítására.

## Vezeték nélküli LAN protokollok
- MACA (Multiple Access with Collision Avoidance) 1990, Karl, IEEE 802.11 alapján, RTS darabszám, CTS darabszám
- MACAW, 1994, Bharghavan, javított MACA, ACK, torlódási információk megosztása.
- Digitális cellarádió
- GSM (Global System for Mobile Communications, EU), vonalkapcsolt, 900 MHz, DCS 1800 Mhz-en az újabb, 5000 oldal, 124 × 200 KHz × 2 csatorna FDM-mel, 8 különböző összeköttetés TDM-mel, réselt ALOHA 8 adatkeret alkot egy TDM keretet és 26 TDM keretből áll össze 120 ms multikeret. 51 részt tartalmaz multikeretet is használnak.